# Kari Løvaas
Pour les articles homonymes, voir Løvaas.
Kari Løvaas, née le 13 mai 1939 à Skien et morte le 30 avril 2025 à Zurich, est une artiste lyrique,  soprano norvégienne d'opéra.

## Biographie
Kari Løvaas naît le 13 mai 1939 à Skien.
Elle étudie à l'Académie de musique d'Oslo et avec Josef Witt à l'Académie de musique de Vienne. Elle fait ses débuts dans le rôle de Nuri dans Tiefland (Lavlandet) d'Eugen d'Albert lors de la première représentation de l'Opéra national norvégien en 1959. En 1963-1964, Elle est employée à l'opéra de Dortmund et en 1964-1966 à l'opéra de Mayence. Elle se rend ensuite sur plusieurs scènes d'opéra en Europe en tant qu'indépendante et donne des concerts dans les pays nordiques, dans le reste de l'Europe, aux États-Unis, en Australie et au Japon. En 1970, elle participe au Festival international de Bergen et au Festival de Salzbourg. Elle fait de nombreuses apparitions à la radio et à la télévision en Norvège et dans d'autres pays européens et enregistre plus de 30 albums.
Kari Løvaas meurt le 30 avril 2025 à Zurich.